# E-carrier

E-carrier est un protocole de communication utilisé pour transmettre plusieurs conversations téléphoniques simultanées par des fils de cuivre grâce à un système de multiplexage temporel.
La Conférence Européenne des administrations des Postes et Télécommunications (CEPT) a initialement standardisé le système E-carrier, qui pourrait se traduire par « lien de transport E » (« E » pour Europe), en complémentant et en améliorant la technologie américaine T-carrier. À la fin des années 1980, la section de la standardisation des télécommunications de l'Union Internationale des Télécommunications (UIT-T) publie la première version de la norme (avis G.7xxx). E-carrier est à présent utilisé dans presque tous les pays de la planète en dehors des États-Unis, du Canada et du Japon, bien qu'il soit progressivement remplacé par Ethernet dans les réseaux de nouvelle génération.

## Présentation
Les standards E-carrier,, font partie de la hiérarchie numérique plésiochrone (Plesiochronous Digital Hierarchy, PDH). Dans cette hiérarchie, les circuits E1 peuvent être regroupés pour former des liens E3 à capacité plus élevée entre centraux téléphoniques ou entre pays. Ce mécanisme permet aux opérateurs téléphoniques de fournir un circuit E1 privé de bout en bout reliant des clients dans des pays différents, ces pays étant reliés par des liens à haut débit (paires de cuivre ou liaison optiques).
En pratique, on n'utilise que les versions E1 et E3. E1 transporte 32 tranches temporelles (time slot) et E3 en transporte 512, dont une tranche servant à délimiter les trames, et parfois une autre allouée pour la signalisation (les décrochages et raccrochages). Au contraire des transmissions de données sur Internet, les équipements E-carrier allouent les ressources pour les appels vocaux pour toute leur durée. Cela permet d'avoir des conversations téléphoniques de très bonne qualité, car les échantillons de voix arrivent tous avec la même (latence) et le même débit à tout moment.
Les circuits E1 sont très courants dans la plupart des commutateurs téléphoniques et sont utilisés pour connecter des entreprises de moyenne ou grande taille, des commutateurs distants et souvent entre commutateurs. Les lignes E3 sont utilisées entre commutateurs, entre les opérateurs et entre les pays. Elles sont progressivement remplacées par des liaisons optiques basées sur la hiérarchie SDH ou sur Ethernet.

## E1
Un lien E1 fonctionne avec deux paires séparées de fils de cuivre, en général en paire torsadée. Un signal de 3 volts est encodé avec une méthode (HDB3) qui évite les longues périodes sans changement de polarité. Le débit sur la ligne est de 2,048 Mbit/s en full duplex, c'est-à-dire 2,048 Mbit/s dans un sens et 2,048 Mbit/s dans l'autre. Le signal est divisé en 32 tranches temporelles composées chacune de 8 bits. Chaque tranche temporelle (intervalle de temps ou IT) contient un échantillon MIC sur 8 bits, codé habituellement selon les loi A ou loi µ, 8 000 fois par seconde (8 x 8 000 x 32 = 2 048 000). C'est idéal pour les appels téléphoniques où la voix est échantillonnée à ce débit et reconstruite à l'autre extrémité. Les intervalles de temps sont numérotées de 0 à 31.
Au contraire des systèmes T-carrier développés auparavant en Amérique du Nord, tous les 8 bits de chaque échantillon sont disponibles. Cela permet aux lignes E1 de servir aussi à transférer des données informatiques sans perte d'informations, tout en restant un système à commutation de circuits.
Bien que le standard G.703 originel du CEPT considère plusieurs options pour la transmission physique, le codage HDB3 est pratiquement le seul à être utilisé.
Les opérateurs français et le régulateur français des Télécommunications (l'Arcep) utilisent généralement le terme « Bloc primaire numérique » (BPN) pour désigner les liaisons E1 servant à interconnecter les réseaux des opérateurs mobiles et fixes. 

### Intervalles de temps spéciaux
Un intervalle de temps spécial (IT_0) est réservé pour délimiter les trames en y transmettant une trame sur deux un motif fixe. Cela permet au récepteur de se synchroniser sur le début de chaque trame et d'identifier chacun des autres canaux. Le standard permet de calculer une somme de contrôle de tous les bits transmis dans chaque trame, afin de détecter si le circuit perd des bits d'information, mais cette possibilité n'est pas toujours utilisée. Un signal d'alarme peut également être envoyé en utilisant l'intervalle de temps IT_0. Enfin, certains bits sont réservés pour l'usage national.
| numéro de bit      | 1                                               | 2 | 3      | 4              | 5              | 6              | 7              | 8              |
| ------------------ | ----------------------------------------------- | - | ------ | -------------- | -------------- | -------------- | -------------- | -------------- |
| une trame sur deux | somme de contrôle (0) ou usage international    | 0 | 0      | 1              | 1              | 0              | 1              | 1              |
| l'autre trame      | somme de contrôle (CRC4) ou usage international | 1 | alarme | usage national | usage national | usage national | usage national | usage national |

Un autre intervalle de temps (IT_16) est souvent réservé à la signalisation, pour contrôler l'établissement et la rupture des appels téléphoniques en accord avec un ou plusieurs protocoles de télécommunication. Par exemple le Channel Associated Signaling (CAS) où un ensemble de bits est utilisé pour indiquer l'ouverture et la fermeture du circuit (comme si l'on décrochait le combiné et si l'on tournait le cadran d'un ancien téléphone), ou en utilisant la signalisation par fréquences vocales qui passe par les circuits de voix. Des systèmes plus récents comme le RNIS ou le Signaling System 7 (SS7) utilisent le "Common Channel Signaling" (CCS) où l'on envoie des messages codés courts comportant plus d'informations sur l'appel, y compris l'identité de l'appelant, le type de transmission demandée, etc. Le RNIS est souvent utilisé entre le commutateur téléphonique local et le site d'une entreprise, tandis que le SS7 est quasiment exclusivement utilisé entre les commutateurs et entre opérateurs. En théorie, un seul intervalle de temps SS7 peut contrôler jusqu'à 4096 circuits par canal de signalisation grâce à un identifiant de canal (Channel Identification Code, CIC) sur 12 bits, ce qui permet d'utiliser de façon plus efficace la bande passante globale de la transmission, car des liens E1 supplémentaires de signalisation prendraient la place de canaux de voix. ANSI utilise un code CIC plus étendu sur 14 bits et prend donc en charge jusqu'à 16 384 circuits. Dans la plupart des cas, on utilise des canaux de signalisation dupliqués afin d'avoir de la redondance en cas de panne.

### Glossaire
Canal (link) : un canal unidirectionnel résidant dans une tranche temporelle d'une ligne T1 ou E1 et transportant 64 kbit/s (64 000 bit/s) de données numériques brutes.
Ligne (line) : une connexion unidirectionnelle physique T1 ou E1.
Jonction (trunk) : une connexion physique bidirectionnelle physique T1 ou E1.

## E3
Les lignes E3 offrent un débit de 34,368 Mbit/s. On peut les voir comme 4 lignes E2, lesquelles sont elles-mêmes constituées de 4 lignes E1.

## Niveaux hiérarchiques
La hiérarchie numérique plésiochrone (PDH) part du signal E0 et construit de nouveaux signaux à partir de celui-ci, chaque niveau supérieur multiplexant un certain nombre de liens de niveau inférieur. Ainsi, E1 transporte 30 ou 31 canaux de données E0 plus 1 ou 2 canaux spéciaux et tous les autres niveaux transportent 4 liens du niveau immédiatement inférieur.
Comme on a besoin de bits de gestion en plus de ceux des canaux qui sont assemblés, le débit généré au niveau supérieur est plus élevé que celui que l'on obtiendrait en multipliant le débit de niveau inférieur par le nombre de canaux. Ainsi, par exemple, le débit d'un canal E2 est de 8,448 Mbit/s et non de 8,192 Mbit/s auquel on pourrait s'attendre en multipliant le débit d'un canal E1 par 4.
Comme on multiplexe les bits des différents canaux, il est très difficile de démultiplexer plusieurs niveaux à la fois, il faut démultiplexer un niveau à la fois jusqu'au niveau désiré (par exemple de E3 en E2, puis de E2 en E1).